# Lista chorążych reprezentacji Francji na igrzyskach olimpijskich
Lista chorążych reprezentacji Francji na igrzyskach olimpijskich – lista zawodników i zawodniczek reprezentacji Francji, którzy podczas ceremonii otwarcia nowożytnych igrzysk olimpijskich nieśli flagę Francji.

## Chronologiczna lista chorążych
| Lp. | Rok i miejsce           | Chorąży               | Dyscyplina            |
| --- | ----------------------- | --------------------- | --------------------- |
| 1   | 1896, Ateny             | b.d.                  |                       |
| 2   | 1900, Paryż             | b.d.                  |                       |
| 3   | 1904, Saint Louis       | b.d.                  |                       |
| 4   | 1908, Londyn            | Émile Demangel        | Kolarstwo             |
| 5   | 1912, Sztokholm         | Raoul Paoli           | Lekkoatletyka, Zapasy |
| 6   | 1920, Antwerpia         | Émile Écuyer          | Lekkoatletyka         |
| 7   | 1924, Charnonix         | Camille Mandrillon    | Patrol wojskowy       |
| 8   | 1924, Paryż             | Géo André             | Lekkoatletyka         |
| 9   | 1928, Sankt Moritz      | Jean Thorailler       | Piłka wodna           |
| 10  | 1928, Amsterdam         | Pierre Lewden         | Lekkoatletyka         |
| 11  | 1932, Lake Placid       | Georges Torchon       | Łyżwiarstwo figurowe  |
| 12  | 1932, Los Angeles       | Jules Noël            | Lekkoatletyka         |
| 13  | 1936, Innsbruck         | Jacques Faure         | Patrol wojskowy       |
| 14  | 1936, Berlin            | Jules Noël            | Lekkoatletyka         |
| 15  | 1948, Sankt Moritz      | James Couttet         | Narciarstwo alpejskie |
| 16  | 1948, Londyn            | Jean Séphériades      | Wioślarstwo           |
| 17  | 1952, Oslo              | Alain Giletti         | Łyżwiarstwo figurowe  |
| 18  | 1952, Helsinki          | Ignace Heinrich       | Lekkoatletyka         |
| 19  | 1956, Cortina d’Ampezzo | James Couttet         | Narciarstwo alpejskie |
| 20  | 1956, Melbourne         | Jean Debuf            | Podnoszenie ciężarów  |
| 21  | 1960, Squaw Valley      | Benoît Carrara        | Narciarstwo klasyczne |
| 22  | 1960, Rzym              | Christian d’Oriola    | Szermierka            |
| 23  | 1964, Innsbruck         | Alain Calmat          | Łyżwiarstwo figurowe  |
| 24  | 1964, Tokio             | Michel Macquet        | Lekkoatletyka         |
| 25  | 1968, Grenoble          | Gilbert Poirot        | Narciarstwo klasyczne |
| 26  | 1968, Meksyk            | Christine Caron       | Pływanie              |
| 27  | 1972, Sapporo           | Patrick Péra          | Łyżwiarstwo figurowe  |
| 28  | 1972, Monachium         | Jean-Claude Magnan    | Szermierka            |
| 29  | 1976, Innsbruck         | Danièle Debernard     | Narciarstwo alpejskie |
| 30  | 1976, Montreal          | Daniel Morelon        | Kolarstwo             |
| 31  | 1980, Lake Placid       | Fabienne Serrat       | Narciarstwo alpejskie |
| 32  | 1984, Sarajewo          | Yvon Mougel           | Biathlon              |
| 33  | 1984, Los Angeles       | Angelo Parisi         | Judo                  |
| 34  | 1988, Calgary           | Catherine Quittet     | Narciarstwo alpejskie |
| 35  | 1988, Seul              | Philippe Riboud       | Szermierka            |
| 36  | 1992, Albertville       | Fabrice Guy           | Narciarstwo klasyczne |
| 37  | 1992, Barcelona         | Jean-François Lamour  | Szermierka            |
| 38  | 1994, Lillehammer       | Anne Briand           | Biathlon              |
| 39  | 1996, Atlanta           | Marie-José Pérec      | Lekkoatletyka         |
| 40  | 1998, Nagano            | Philippe Candeloro    | Łyżwiarstwo figurowe  |
| 41  | 2000, Sydney            | David Douillet        | Judo                  |
| 42  | 2002, Salt Lake City    | Carole Montillet      | Narciarstwo alpejskie |
| 43  | 2004, Ateny             | Jackson Richardson    | Piłka ręczna          |
| 44  | 2006, Turyn             | Bruno Mingeon         | Bobsleje              |
| 45  | 2008, Pekin             | Tony Estanguet        | Kajakarstwo           |
| 46  | 2010, Vancouver         | Vincent Defrasne      | Biathlon              |
| 47  | 2012, Londyn            | Laura Flessel-Colovic | Szermierka            |
| 48  | 2014, Soczi             | Jason Lamy Chappuis   | Snowboarding          |
| 49  | 2016, Rio de Janeiro    | Teddy Riner           | Judo                  |
| 50  | 2018, Pjongczang        | Martin Fourcade       | Biathlon              |
| 51  | 2020, Tokio             | Clarisse Agbegnenou   | Judo                  |
| 51  | 2020, Tokio             | Samir Aït Saïd        | Gimnastyka            |